# ديربيشاير
 داربيشير  هي إحدى مقاطعات شرق ميدلاندز في إنجلترا. وهناك جزء كبير من "Peak District National Park" تقع ضمن ديربيشير. يقع جزء من تلال بنينز الشهيرة، في الجزء الشمالي من ديربيشير. المقاطعة لها حدود بطول 225 ميلا تقريباً، وبها جزء من الغابة الوطنية، ولها حدود مع مانشستر الكبرى في الشمال الغربي، غرب يوركشير في الشمال، جنوب يوركشير في الشمال الشرقي، نوتينغهامشير في الشرق، ليسترشير في الجنوب الشرقي، ستافوردشير في الغرب والجنوب الغربي ومع تشيشير في الغرب أيضا. يمكن اعتبار ديربيشير في مركز بريطانيا: حيث تم اعتبار مزرعة بالقرب من منطقة «كوتون إن إلمز» تم تحديدها على أنها أبعد نقطة عن البحر في بريطانيا.
مدينة دربي من المدن ذات سلطة خاصة، ولكنها لا تزال جزء من مقاطعة ديربيشير. المقاطعة تحتوي على 30 بلدة على ما بين 10,000-100,000 نسمة. يعيش 75 ٪ من السكان في 25 ٪ من المساحة. على الرغم من ديربيشير تتبع شرق ميدلاندز، وبعض الأجزاء، مثل منطقة «هاي بيك»، هي أقرب إلى المدن الشمالية مثل مانشستر وشيفيلد، وبالتالي فإن معظم الخدمات بها تنتسب إلى شمال إنجلترا. أكبر مدينة في المقاطعة بعد دربي، هي تشيسترفيلد.

## توأمة
لديربيشاير اتفاقيات توأمة مع:
- مقاطعة أسكولي بيتشينو

## أعلام
- بين ارين
- ريتشارد آركرايت
- توماس هوبز
- يان ستيوارت دونالدسون
- توماس كوك
- جيوفري كروسلي
- ديريك هاينز
- جو ديفيس
- صمويل ريتشاردسون
- أبراهام بينيت
- جون فلامستيد
- جورج كرزون
- جورج ستيفنسون